# Ференц Фелкай
Ференц Фелкай (угор. Felkai Ferenc; (Folkmann Ferenc) 1894, Ясіня, Закарпаття — 8 грудня 1972 р.) — угорський письменник, драматург і журналіст. Працював з 1922 р. у газеті Esti Újság («Вечірня газета»).

## Діяльність
Він відвідував середню школу в Надькаролі. Спочатку його статті публікувалися в трансільванських та словацьких газетах. У 1922 р. працював у «Вечірній газеті». У 1930-х роках він був співробітником "Незалежності", а з 1945 по 1948 рік працював головним редактором щоденника "Kossuth Népe". З 20-х років він пише комедії та п'єси, а також драми. У 1933 році він отримав роботу драматурга в Új Színpadl, а з 1934 в 1936 році працював у Új Tháliá. 
У 1942 році він представив свою драму «Нерон" для  Гітлера в театрі Мадах - один із найбільш пам’ятних успіхів в історії театру, який також переклав на французьку мову Жан-Поль Сартр у 1944 році. Після 1945 року його твори звучали на сільських сценах. Він працював у театрі Кішфалуді в Дьєрі як «домашній композитор».

### Творчість
- Henri Pozzi: A háború visszatér... (ford. Marjay Frigyessel, oknyomozó, tényfeltáró kötet, 1934)[1]
- Bábel (1934)
- Vágta (1936)
- Baj van Napóleonnal (1937)
- Mária!... (regény, 1942)
- Néró (1942)
- Hajnal előtt... Montázs regény (194?)
- Farkasvér. Szatíra (1943)
- Potemkin (színmű, 1943)
- Pilátus (dráma, 1947)
- Írók. Játék; rend. utasítás Dénes Tibor; Művelt Nép, Bp., 1954 (Színjátszók könyvtára)
- Cleopatra három éjszakája (színmű, 1959)
- Boszorkányok pedig nincsenek (színmű, 1963)
- Madách (1965)
- Felkai Ferenc három drámája; bev. Laczkó Géza; Magvető, Bp., 1966
  - Nero
  - Madách
  - Boszorkányok pedig nincsenek
- Győri sasfiók (1973)